# Overijse
Overijse è una municipalità belga situata nella provincia del Brabante Fiammingo. La municipalità è costituita dalla Città di Overijse e dalle comunità di Eizer, Maleizen (Malaise), Jezus-Eik (Notre-Dame-au-Bois), Tombeek e Terlanen. La municipalità contava oltre 24 410 abitanti nel 2014. L'area totale del comune è di 44.43km2, con una densità di popolazione pari a 549 abitanti per km2. Overijse è circondato dal bosco noto come Zoniënwoud/Forêt de Soignes.
La lingua ufficiale è l'olandese. Gli abitanti che parlano francese sono rappresentati da 8 membri del consiglio municipale formato da 27 posti. Secondo il censimento del 2008, Overijse è abitata da 4842 espatriati, compresi da 1236 olandesi, 766 inglesi, 505 tedeschi, 311 francesi e 295 italiani.
Overijse deve il suo nome al fiume Ijse che scorre attraverso la città.
All'interno del territorio comunale c'è il Lago di Genval.

## Amministrazione

### Gemellaggi
- Mâcon, dal 1960
- Lecco, dal 1981
- Bacharach
- Bruttig-Fankel
- Modra